# Кринан Данкельдский
Кринан Данкельдский (англ. Crínán of Dunkeld; ок. 975 — 1045) — светский аббат епископства Данкельд, стюарт Западных островов и мормэр Атолла, родоначальник Данкельдской династии, представители которой были королями Шотландии в XI—XIII веках. Также известен под прозвищем Тан (англ. the Thane).

## Биография
О Кринане известно мало. Его происхождение неизвестно. Существует гипотеза, что он происходил из рода королей ирландской королевской династии Кенел Конайлл, правившей в Тирконнелле. Кринан был наследственным аббатом епархии Данкельда и стюартом Западных островов. Также ему принадлежали земли в Атолле, мормэром которых он был.
Родился Кринан около 975 года. Около 1000 года он женился на Беток, старшей дочери короля Альбы Малькольма II. Поскольку у Малькольма не было сыновей, то он решил передать своё королевство старшему сыну Беток и Кринана — Дункану, которого в 1018 году под нажимом Малькольма признали королём Стратклайда. После смерти Малькольма в 1034 году Дункан стал королём Альбы, однако его права на престол были не бесспорны. Права на престол предъявил мормэр Морея Маэлбета (Макбет), сын Донады, второй дочери Малькольма II. В результате разгоревшейся междоусобицы Дункан был убит в 1040 году, а королём стал Маэлбета. Жена Дункана с двумя детьми бежала в Нортумбрию. Кринан в 1045 году попытался свергнуть Маэлбету, но погиб в «битве между двенадцатью шотландскими героями».

## Брак и дети
Жена: с ок. 1000 года Беток, дочь короля Альбы (Шотландии) Малькольма II. Дети:
- Дункан I (ок. 1001 — 14 августа 1040), король Стратклайда с 1018, король Альбы (Шотландии) с 1034
- Малдред (ум. ок. 1045), барон Аллердейла, регент Стратклайда в 1034/1035